# Teraz Rzeszów
Teraz Rzeszów – bezpłatny tygodnik miejski, ukazujący się od 20 kwietnia 2008 roku na terenie Rzeszowa.
Tygodnik wydawany jest w nakładzie 20 tysięcy egzemplarzy. Jego tematyka - dotycząca głównie społeczności, kultury i polityki - dotyczy spraw lokalnych. Wydawcą są Media Regionalne Sp z o.o. Oddział w Rzeszowie.